# Деркачи (Богодуховский район)
Деркачи (укр. Деркачі) — село,
Шаровский поселковый совет,
Богодуховский район,
Харьковская область.
Код КОАТУУ — 6320855701.
Присоединено к селу Марьино в 1999 году .

## Географическое положение
Село Деркачи находится на левом берегу реки Мандрычина,
ниже по течению примыкает село Марьино.

## История
- 1999 — присоединено к селу Марьино [1].